# جاك بانستر
جاك بانستر (بالإنجليزية: Jack Bannister)‏ هو لاعب كرة قدم بريطاني، ولد في 26 يناير 1942 في تشيسترفيلد في المملكة المتحدة. لعب مع سكونثورب يونايتد وكامبريدج يونايتد وكريستال بالاس ونادي لوتون تاون ووست بروميتش ألبيون.